# Алвес, Афонсо
Афонсо Алвес Мартинс Жуниор (порт. Afonso Alves Martins Junior; род. 30 января 1981, Белу-Оризонти) — бразильский футбольный нападающий.

## Клубная карьера
Афонсо начал свои выступления в бразильском клубе «Атлетико Минейро». В 2002 году перешёл в шведский «Эргрюте» из Гётеборга, а в 2004 году присоединился к «Мальмё», с которым в том же году стал чемпионом Швеции. По ходу шведского сезона 2006 года он был куплен голландским «Херенвеном» за 4 500 000€, что стало самой крупной сделкой в истории клуба из Нидерландов.

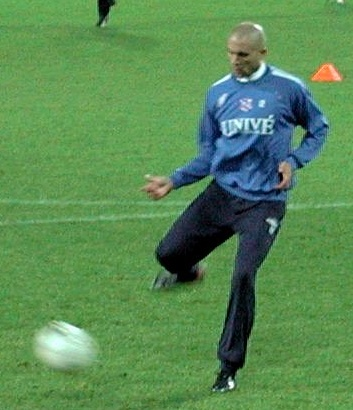
Алвеш в составе «Херенвена»
(2 февраля 2007)

В Швеции становился вторым бомбардиром первенства на протяжении двух лет. В 2007 году стал лучшим бомбардиром чемпионата Нидерландов с 34 голами, что является клубным рекордом. Результат позволил ему занять второе место в споре за Золотую бутсу 2007.
В августе 2007 года Алвес был близок к переходу в раменский «Сатурн», но «Херенвен» не смог достичь соглашение с его агентом.
7 октября 2007 года, всего второй раз за сезон выйдя на поле, Афонсо забил семь мячей в матче против «Хераклеса», что стало рекордом результативности в одной игре чемпионата Нидерландов.
31 января 2008 года, в последний день зимнего трансферного окна, перешёл в клуб Английской премьер-лиги «Мидлсбро» за 12 000 000£, что стало рекордным по цене приобретением британцев. Контракт был рассчитан на четыре с половиной года. В свою очередь, голландский АЗ собирался оспорить это соглашение в ФИФА, так как, по их словам, Алвес имел с их клубом предварительное соглашение, которое, впрочем, голландская федерация футбола сочла неправильно оформленным. 6 февраля все формальности были улажены, и на следующий день бразилец присоединился к новым партнёрам.
6 апреля 2008 года в 33-м туре Английской Премьер-Лиги забил первые голы за «Мидлсбро», оформив дубль в матче против «Манчестер Юнайтед».
С 2009 года выступал в чемпионате Катара. В составе «Эр-Райяна» стал лучшим бомбардиром Кубка АФК 2010.

## Карьера в сборной Бразилии
17 мая 2007 года Афонсо был вызван в сборную Бразилии, которая готовилась к наступающему Кубку Америки. Дебют пришёлся на товарищеский матч на новом стадионе «Уэмбли», где сборная Англии разошлась миром (1:1) с бразильцами. Афонсо вышел на поле на 72-й минуте, заменив Кака. Позже он был заявлен и на сам турнир, где стал со своей командой чемпионом. Единственный мяч за сборную забил 12 сентября 2007 года, когда были обыграны мексиканцы (3:1).

## Достижения

### Командные
«Мальмё»
- Чемпионат Швеции — 2004

«Эр-Райян»
- Кубок эмира Катара — 2010
- Кубок наследного принца Катара — 2012

### Индивидуальные
- Обладатель приза IFFHS лучшему бомбардиру национальных чемпионатов: 2007[10]
- Рекордсмен чемпионата Нидерландов по количеству голов в одном матче: 7 голов
- Лучший бомбардир Азиатской конфедерации футбола (АФК) 2010 года: 9 голов